# 블루마린

블루마린 500ml

블루마린은 롯데칠성음료에서 시판된 해양심층수이다. 심해 1,032m의 울릉도 인근 동해 바다에서 취수했다.

## 용량
- 500ml
- 2.0L